# Đàm phán Sáu bên
Đàm phán sáu bên về vấn đề hạt nhân trên bán đảo Triều Tiên là nỗ lực tìm kiếm một giải pháp hòa bình và an ninh trước việc Cộng hòa Dân chủ Nhân dân Triều Tiên tuyên bố họ có chương trình phát triển vũ khí hạt nhân và rút khỏi Hiệp ước không phổ biến vũ khí hạt nhân (NPT) vào năm 2003. Cho tới thời điểm hiện tại, đã có nhiều cuộc họp diễn ra với sáu quốc gia tham gia: Trung Quốc (chủ nhà), Hàn Quốc, Triều Tiên, Hoa Kỳ, Nga và Nhật Bản.
Các vòng đàm phán trước (từ 2003 đến 2007) không có tiến triển gì, nhưng kể từ vòng đàm phán thứ năm - giai đoạn ba, Triều Tiên đồng ý đóng cửa các cơ sở hạt nhân, đổi lại, họ muốn nhận viện trợ về nhiên liệu và bình thường hóa quan hệ với Hoa Kỳ và Nhật Bản. Tuy nhiên, ngày 13 tháng 4 năm 2009, Hội đồng Bảo an Liên Hợp Quốc nhóm họp và ra quyết định trừng phạt Triều Tiên trước việc họ phóng tên lửa vào ngày 5 tháng 4, 2009 mà họ cho rằng đó là một vụ phóng vệ tinh. Để phản ứng quyết định trên, ngày 14 tháng 4, 2009, Triều Tiên tuyên bố rút khỏi cuộc hội đàm sáu bên và tuyên bố sẽ tiếp tục theo đuổi chương trình làm giàu hạt nhân của họ. Triều Tiên cũng đã trục xuất tất cả các thanh tra viên hạt nhân từ các quốc gia ra khỏi lãnh thổ mình.

## Tiến trình

### Vòng thứ nhất (27 tháng 8-29 tháng 8năm2003)
Triều Tiên: Kim Young-il, Thứ trưởng Ngoại giao
 Hàn Quốc: Lee Soo-hyuk, Thứ trưởng Ngoại giao và Thương mại

 Hoa Kỳ: James Kelly, Trợ lý Ngoại trưởng, phân Vụ Đông Á và Thái Bình Dương

 Nhật Bản: Yabunaka Mitoji, Tổng giám đốc Cục châu Á và châu Đại Dương

 Trung Quốc: Vương Nghị, Phó bộ trưởng Ngoại giao

 Nga: Alexander Losyukov, Thứ trưởng Ngoại giao
- Mục tiêu đạt được:

Bàn tròn Sáu bên

  - Tuyên bố chung, tiếp tục có thêm một cuộc đàm phán
  - Không có sự thỏa thuận gì giữa các bên.

### Vòng thứ hai (25 tháng 2-28 tháng 2năm2004)
Đại diện:
 Hàn Quốc: Lee Soo-hyuk, Thứ trưởng Ngoại giao và Thương mại

 Triều Tiên: Kim Gye-gwan, Thứ trưởng Ngoại giao

 Hoa Kỳ: James Kelly, Trợ lý Ngoại trưởng, phân Vụ Đông Á và Thái Bình Dương

 Trung Quốc: Vương Nghị, Phó bộ trưởng Ngoại giao

 Nga: Alexander Losyukov, Thứ trưởng Ngoại giao

 Nhật Bản: Yabunaka Mitoji, Tổng giám đốc Cục châu Á và châu Đại Dương
- Mục tiêu đạt được:
  - Tuyên bố chung với bảy điểm, bao gồm: phi hạt nhân hóa trên bán đảo Triều Tiên, tồn tại cách hòa bình giữa những nước tham gia, nhấn mạnh việc cùng nhau phối hợp để giải quyết khủng hoảng. Thỏa thuận tổ chức vòng đàm phán thứ ba với sự tham gia đầy đủ của các bên trong quý hai, năm 2004.

### Vòng thứ ba (23 tháng 6-26 tháng 62004)
Đại diện:
 Hàn Quốc: Lee Soo-hyuk, Thứ trưởng Ngoại giao và Thương mại

 Triều Tiên: Kim Gye-gwan, Thứ trưởng Ngoại giao

 Hoa Kỳ: James Kelly, Trợ lý Ngoại trưởng, phân Vụ Đông Á và Thái Bình Dương

 Trung Quốc: Wang Yi, Phó bộ trưởng Ngoại giao

 Nhật Bản: Yabunaka Mitoji, Tổng giám đốc Cục châu Á và châu Đại Dương

 Nga: Alexander Alexeyev, Thứ trưởng Ngoại giao
- Mục tiêu đạt được:
  - Tuyên bố chung với tám điểm, bao gồm: Tiếp tục tổ chức vòng đàm phán thứ tư tại Bắc Kinh trước tháng 9 năm 2005. Củng cố lại các cam kết phi hạt nhân hóa bán đảo Triều Tiên.

### Vòng thứ tư

#### Giai đoạn 1 (26 tháng 7-7 tháng 82005)
Đại diện:
 Hàn Quốc: Song Min-soon, Thứ trưởng Ngoại giao và Thương mại

 Triều Tiên: Kim Gye-gwan, Thứ trưởng Ngoại giao

 Trung Quốc: Wu Dawei, Phó bộ trưởng Bộ Ngoại giao

 Hoa Kỳ: Christopher Hill, Trợ lý Ngoại trưởng, phân Vụ Đông Á và Thái Bình Dương

 Nga: Alexander Alexeyev, Thứ trưởng Ngoại giao

 Nhật Bản: Sasae Kenichiro, Phó Tổng giám đốc Cục châu Á và châu Đại Dương
- Mục tiêu đạt được:
  - Triều Tiên và Hoa Kỳ không đồng tình về cách hiểu "sử dụng năng lượng hạt nhân nhằm mục đích hòa bình". Ngưng các cuộc hội đàm ba tuần cho Diễn đàn khu vực ASEAN (ARF).

#### Giai đoạn 2 (13 tháng 9-19 tháng 92005)
Đại diện:
 Hàn Quốc: Song Min-soon, Thứ trưởng Ngoại giao và Thương mại

 Triều Tiên: Kim Gye-gwan, Thứ trưởng Ngoại giao

 Hoa Kỳ: Christopher Hill, Trợ lý Ngoại trưởng, phân Vụ Đông Á và Thái Bình Dương

 Trung Quốc: Wu Dawei, Phó bộ trưởng Ngoại giao

 Nhật Bản: Sasae Kenichiro, Phó Tổng giám đốc Cục châu Á và châu Đại Dương

 Nga: Alexander Alexeyev, Thứ trưởng Bộ Ngoại giao
- Mục tiêu đạt được: sáu điểm, bao gồm:
  - Thẩm tra lại việc phi hạt nhân hóa bán đảo Triều Tiên, nhìn lại những vấn đề đạt được từ Tuyên bố Phi hạt nhân hóa Bán đảo Triều Tiên năm 1992
  - Triều Tiên phải đồng ý bỏ tất cả vũ khí hạt nhân và các chương trình hạt nhân, trở lại hiệp ước NPT càng sớm càng tốt.
  - Các quốc gia vẫn tôn trọng việc CHDCND Triều Tiên "sử dụng năng lượng hạt nhân vì hòa bình".
  - Vấn đề của các lò phản ứng hạt nhân nước nhẹ (LWR) sẽ được thảo luận "tại một thời điểm thích hợp"[5].
  - Hoa Kỳ và Hàn Quốc chính thức tuyên bố rằng, họ không có vũ khí hạt nhân trên bán đảo Triều Tiên
  - Hoa Kỳ khẳng định, họ không có ý định tấn công hoặc xâm lược CHDCND Triều Tiên và bảo đảm vấn đề an ninh này có hiệu lực
  - Hoa Kỳ và Triều Tiên làm việc để bình thường hóa quan hệ, tôn trọng chủ quyền của nhau, cùng nhau tồn tại hòa bình.
  - Nhật Bản và Triều Tiên làm việc để bình thường hóa quan hệ, phù hợp với Tuyên bố Bình Nhưỡng khi giải quyết các tranh chấp về di tích lịch sử.
  - Năm bên khác cam kết thúc đẩy kinh tế thông qua tăng cường hợp tác song phương, đa phương, hợp tác kinh tế năng lượng, thương mại và đầu tư.
  - Hàn Quốc khơi thông trở lại hai triệu kiloWatts điện cho Triều Tiên.
  - Bán đảo Triều Tiên tự thương lượng các hiệp ước hòa bình riêng.
  - Nguyên tắc "Nói là làm" hay "lời nói đi đôi với hành động" sẽ được quan sát, nhấn mạnh "cùng phối hợp các biện pháp".
  - Thỏa thuận tổ chức vòng đàm phán thứ năm vào đầu tháng 11 năm 2005.

### Vòng thứ năm

#### Giai đoạn 1 (9 tháng 11-11 tháng 112005)
Đại diện:
 Hàn Quốc: Song Min-soon, Thứ trưởng Ngoại giao và Thương mại

 Triều Tiên: Kim Gye-gwan, Thứ trưởng Ngoại giao

 Trung Quốc: Wu Dawei, Phó bộ trưởng Ngoại giao

 Hoa Kỳ: Christopher Hill, Trợ lý Ngoại trưởng, phân Vụ Đông Á và Thái Bình Dương

 Nga: Alexander Alexeyev, Thứ trưởng Ngoại giao

 Nhật Bản: Sasae Kenichiro, Phó Tổng giám đốc Cục châu Á và châu Đại Dương
Mục tiêu đạt được: Tuyên bố sáu điểm cơ bản giống với tuyên bố của vòng trước, ngoại trừ: Việc sửa đổi nguyên tắc "lời nói đi đôi với hành động" thành "cam kết đi đôi với hành động".

#### Những sự kiện giữa các giai đoạn 1 và 2
- Không có thỏa thuận sẽ tổ chức thêm các cuộc đàm phán, mặc dù tháng ba 2006 có khả năng xem xét tại thời điểm.
- Tháng 4 năm 2006, Triều Tiên đồng ý khôi phục đàm phán nếu Hoa Kỳ giải tỏa lệnh đóng băng tài của họ tại một ngân hàng ở Ma Cao.
- Hoa Kỳ tuyên bố xử lý vấn đề hạt nhân và vấn đề tài chính là riêng biệt; Triều Tiên không đồng ý.
- Sau đó, trong công bố ngày 3 tháng 10 năm 2006, Triều Tiên đã tiến hành thử nghiệm vũ khí hạt nhân lần đầu tiên mà không phụ thuộc vào tình hình thế giới, và cho rằng đây là việc ngăn chặn thích hợp trước "chính sách thù nghịch của Hoa Kỳ".
- Ngày 9 tháng 10, 2006, Triều Tiên thông báo vụ thử hạt nhân thành công, Hoa Kỳ xác nhận vào ngày 11 tháng 10.
- Trong phản ứng của mình, Hội đồng Bảo an Liên Hợp Quốc thông qua Nghị quyết 1718[6] đồng ý trừng phạt Triều Tiên, qua Chương VII, Điều 41. Cấm vận từ kinh tế đến thương mại, quân đội, chuyển giao công nghệ. Trung Quốc và Nga quan ngại nghị quyết này có thể làm xuất hiện những căng thẳng quân sự. Nghị quyết cũng cho quyền cho các quốc gia khác kiểm tra hàng hóa của Triều Tiên.
- Ngày 31 tháng 10 năm 2006, chính phủ Trung Quốc thông báo rằng, cuộc hội đàm sáu bên sẽ tiếp tục. Tuy nhiên, Bộ trưởng Taro Aso của Nhật Bản nói rằng, Nhật không sẵn sàng trở lại bàn đàm phán sáu bên cho tới khi nào Triều Tiên hủy bỏ vũ khí hạt nhân[7].
- Ngày 10 tháng 12, sự việc trở nên rõ ràng rằng, sẽ tiếp tục đàm phán ngày 18 tháng 12 năm 2006.

#### Giai đoạn 3 (8 tháng 2-13 tháng 22007)
Đại diện:
 Hàn Quốc: Chun yung-woo, Thứ trưởng Ngoại giao và Thương mại

 Triều Tiên: Kim Gye-gwan, Thứ trưởng Ngoại giao

 Trung Quốc: Wu Dawei, Phó bộ trưởng Ngoại giao

 Hoa Kỳ: Christopher Hill, Trợ lý Ngoại trưởng, phân Vụ Đông Á và Thái Bình Dương

 Nga: Alexander Alexeyev, Thứ trưởng Ngoại giao

 Nhật Bản: Sasae Kenichiro, Phó Tổng giám đốc Cục châu Á và châu Đại Dương
- Tuyên bố chung vào lúc 3 giờ chiều ngày Thứ ba, 13 tháng 2 năm 2007:
  - Triều Tiên sẽ phải đóng cửa, chấp nhận niêm phong các thiết bị hạt nhân Yongbyon, bao gồm cả việc thực thi lại các thỏa thuận trước đó và mời các nhân viên IAEA trở lại để tiến hành giám sát và thẩm tra.
  - Đổi lại, năm bên khác trong cuộc hội đàm sẽ trợ giúp khẩn cấp năng lượng cho Triều Tiên, trong giai đoạn đầu tiên là 50.000 tấn dầu nhiên liệu, bắt đầu trong vòng 60 ngày.
  - Tất cả các bên đồng ý các bước đi tích cực để tăng cường sự tin cậy lẫn nhau, làm cho các nỗ lực chung vì hòa bình và ổn định lâu dài trong khu vực Đông Bắc Á. Các bên sẽ thương lượng một hiệp ước hòa bình vĩnh viễn trên bán đảo Triều Tiên tại một diễn đàn thích hợp khác.
  - Các nhóm công tác sẽ thành lập các kế hoạch cụ thể để thực hiện.
  - Tất cả các bên đồng ý thành lập nhóm công tác phi hạt nhân hóa trên Bán đảo Triều Tiên, Triều Tiên bình thường hoá quan hệ với Hoa Kỳ và với Nhật Bản, hợp tác kinh tế và năng lượng, trong một Đông Bắc Á hòa bình và an ninh.
  - Tất cả các bên đồng ý rằng, các nhóm làm việc sẽ bắt đầu trong vòng 30 ngày tới.
- Chi tiết về các sự trợ giúp sẽ được xác định thông qua: thảo luận và đánh giá thích hợp của các nhóm công tác về kinh tế và hợp tác năng lượng.
- Một khi các hành động đầu tiên được triển khai thực hiện, sáu bên nhanh chóng tổ chức một cuộc họp cấp bộ trưởng để xác nhận việc triển khai này phù hợp với những tài liệu đã thông qua và tìm hiểu cách thức và phương tiện cho việc thúc đẩy hợp tác an ninh ở Đông Bắc Á.
  - Vòng đàm phán thứ sáu sẽ diễn ra vào ngày 19 tháng 3 năm 2007. Lúc này sẽ được nghe báo cáo của các nhóm công tác và thảo luận về các hành động cho giai đoạn kế tiếp.

### Vòng thứ sáu

#### Giai đoạn 1 (19 tháng 3-22 tháng 3, 2007)
Đại diện:
 Hàn Quốc: Chun yung-woo, Thứ trưởng Ngoại giao và Thương mại

 Triều Tiên: Kim Gye-gwan, Thứ trưởng Ngoại giao

 Trung Quốc: Wu Dawei, Phó bộ trưởng Ngoại giao

 Hoa Kỳ: Christopher Hill, Trợ lý Ngoại trưởng, phân Vụ Đông Á và Thái Bình Dương

 Nga: Alexander Alexeyev, Thứ trưởng Ngoại giao

 Nhật Bản: Sasae Kenichiro, Phó Tổng giám đốc Cục châu Á và châu Đại Dương
Mục tiêu đạt được:
- 19 tháng 3 năm 2007, trưởng đoàn Hoa Kỳ, Christopher Hill, thông báo đại ý rằng, 25 triệu USD trong tài khoản của Triều Tiên tại Ngân hàng Banco Delta Asia (BDA) đã bị đóng băng và lệnh này chỉ hủy một khi thấy được những hành động tích cực của Triều Tiên trong các cam kết đã đạt được như việc đóng cửa lò phản ứng Yongbyon, chấp nhận thanh sát viên của IAEA, với mục tiêu hướng tới tương lai giải trừ quân bị hạt nhân trên bán đảo Triều Tiên[8]. Triều Tiên, thông qua Kim Kye-gwan, từ chối tiếp tục thương lượng cho đến khi họ được nhận lại tiền của họ. Nga cho rằng Hoa Kỳ đã không thuyết phục được Trung Quốc để cho Ngân hàng Trung Quốc (Bank of China) tiếp nhận khoản tiền 25 triệu USD của Triều Tiên chuyển từ các tài khoản của Bình Nhưỡng tại ngân hàng Banco Delta Asia ở Ma Cao. Ngân hàng Trung Quốc không muốn tiếp nhận khoản tiền này vì sợ trong số tiền nói trên kiếm được từ nguồn bất hợp pháp như buôn bán tiền giả, rửa tiền. Các cuộc hội đàm bị ngưng vào cuối ngày Thứ tư.
- Hoa Kỳ cũng công nhận rằng, việc đóng băng tài khoản này là một con bài để gây áp lực cho Triều Tiên.
- Các cuộc hội đàm bị hủy bỏ là kết quả của việc Triều Tiên từ chối tiếp tục nếu họ không nhận được 25 triệu USD trong tay.

#### Sự kiện giữa lúc ngưng trệ và trước khi nối lại của giai đoạn 1 - vòng thứ sáu
- Hoa Kỳ khuyến khích CHDCND Triều Tiên tuân thủ các cam kết của mình càng sớm càng tốt, nói rằng vấn đề này đã không còn là của riêng Hoa Kỳ nữa. Nga, Trung Quốc và Hàn Quốc khuyến khích các bên kiên nhẫn. Nhật Bản vẫn còn nhấn mạnh vấn đề nbắt cóc con tin phải được giải quyết.
- 11 tháng 6, 2007, Nga đồng ý dỡ bỏ đóng băng tài khoản của Triều Tiên ở các ngân hàng Ma Cao và chuyển chúng đến Triều Tiên[9].
- 14 tháng 7, 2007, sau khi nhận được viện trợ nhiên liệu từ Hàn Quốc, Triều Tiên tuyên bố đã đóng cửa các cơ sở hạt nhân ở Yongbyon và nói thêm rằng, họ sẵn sàng hủy bỏ tất cả các chương trình hạt nhân[10]. Ngày 18 tháng 7, 2007 thanh tra IAEA xác nhận rằng Triều Tiên đã đóng cửa các cơ sở hạt nhân.

#### Nối lại giai đoạn 1 (18 tháng 7-20 tháng 7, 2007)
Đại diện:
 Hàn Quốc: Chun yung-woo, Thứ trưởng Ngoại giao và Thương mại

 Triều Tiên: Kim Gye-gwan, Thứ trưởng Ngoại giao

 Trung Quốc: Wu Dawei, Phó bộ trưởng Ngoại giao

 Hoa Kỳ: Christopher Hill, Trợ lý Ngoại trưởng, phân Vụ Đông Á và Thái Bình Dương

 Nga: Vladimir Rakhmanin, Thứ trưởng Ngoại giao

 Nhật Bản: Sasae Kenichiro, Phó Tổng giám đốc Cục châu Á và châu Đại Dương
Mục tiêu đạt được: Tuyên bố chung ngày 20 tháng 7 năm 2007:
- Các bên bày tỏ sự hài lòng với những nỗ lực mang tính xây dựng của tất cả các bên tham gia và hoan nghênh quá trình thảo song phương, phối hợp để tăng cường sự tin tưởng và cải thiện các mối quan hệ với nhau.
- Các bên tái khởi động các cam kết của mình qua tuyên bố ngày 19 tháng 9 năm 2005, thỏa thuận ngày 13 tháng 2 năm 2007 và cam đoan hoàn thành các nghĩa vụ của mình theo các thỏa thuận phù hợp với nguyên tắc "lời nói đi đôi với hành động".
- Triều Tiên xác nhận thỏa thuận của mình là tiết lộ tất cả các chương trình hạt nhân và vô hiệu hoá tất cả các thiết bị liên quan đến chương trình hạt nhân.
- Cho năm nhóm công tác bắt đầu trước tháng tám để thảo luận và lên kế hoạch cho những công việc tổng hợp.
- Hội đàm sẽ tiếp tục trong tháng chín để nghe báo cáo của các nhóm công tác và vạch ra một lộ trình thực thi tổng hợp. Sau khi kết thúc giai đoạn tiếp theo của đàm phán, sẽ tổ chức một cuộc họp cấp bộ trưởng tại Bắc Kinh càng sớm càng tốt để xác nhận và thúc đẩy việc thực hiện tuyên bố ngày 19 tháng 9, 13 tháng 2 năm 2007.
- Một thời gian chưa được quyết định trong quá trình đàm phán cho đến khi các nhóm làm việc có kết quả. Lý do là vì thời gian đưa ra trong cuộc hội đàm trước đó đã không được thực thi[11].
- Triều Tiên cảnh báo một "cuộc khủng hoảng" nếu Nhật Bản từ chối hỗ trợ năng lượng cho họ. Nhật Bản tuyên bố rằng, họ sẽ không đáp ứng cho đến khi Triều Tiên giải quyết các vấn đề bắt cóc con tin người Nhật.

#### Sự kiện giữa giai đoạn 1 và giai đoạn 2 - vòng thứ 6
- Tổng thống Hàn Quốc Roh Moo-hyun đề xuất thành lập một Cộng đồng Kinh tế Triều Tiên nhằm cung ứng bộ khung pháp lý cho các đề án được hình thành từ các cuộc thương thảo.
- Israel đã thực hiện một cuộc không kích ở Syria. Các phương tiện truyền thông phương Tây đưa tin rằng, mục tiêu cuộc không kích là một cơ sở hạt nhân hợp tác với Triều Tiên.
- Ông Yasuo Fukuda thay thế ông Shinzo Abe tong chức thủ tướng Chính phủ Nhật. Fukuda cam kết cải thiện quan hệ với Triều Tiên.
- Tổng thống Hoa Kỳ George W. Bush nói rằng ông sẽ làm việc với một thỏa thuận hòa bình trên bán đảo Triều Tiên khi CHDCND Triều Tiên hoàn toàn giải trừ quân bị[12].

### Đàm phán bế tắc
Ngày 5 tháng 4, năm 2009, Triều Tiên ra thông báo khởi động việc phóng vệ tinh, mặc dù điều này không phù hợp với tình hình quốc tế. Tuy nhiên, công việc của họ thất bại khi "vệ tinh" rơi xuống Thái Bình Dương. Mặc dù vậy, Tổng thống Hoa Kỳ Barack Obama nói [đại ý rằng] "hành động này là vi phạm và phải bị trừng phạt".
- Ngày 13 tháng 4, năm 2009, Hội đồng Bảo an Liên Hợp Quốc đồng thuận nhất trí trước một số kết án Triều Tiên, cho khởi động cấm vận Triều Tiên[14].
- Ngày 14 tháng 4, năm 2009, Triều Tiên phản ứng Hội đồng Bảo An Liên Hợp Quốc, cho rằng họ "sẽ không bao giờ trở lại tham gia vào đàm phán, sẽ không bị ràng buộc bởi bất kỳ thoả thuận nào tại đàm phán nữa." Triều Tiên trục xuất thanh tra hạt nhân từ các quốc gia, thông báo cho IAEA rằng họ sẽ tiếp tục chương trình vũ khí hạt nhân của họ[15][16].